# 卡什卡拉耶村
卡什卡拉耶村（波斯語：كشكلايه），是伊朗吉兰省阿姆拉什县中央區南阿姆拉什鄉的一个村。2006年人口普查顯示該村人口为277人，分佈在83个家庭中。